# Lista planetelor minore/25601–25700
Aceasta este Lista planetelor minore/25601–25700; pentru a naviga prin lista completă vezi Lista planetelor minore.
Pentru ale detalii vezi și Proiect:Astronomie sau Portal:Astronomie.
| Nume                 | Denumire provizorie | Data descoperirii | Locul descoperirii     | Descoperitor(i)               |
| -------------------- | ------------------- | ----------------- | ---------------------- | ----------------------------- |
| 25601 Francopacini   | 2000 AX2            | 1 ianuarie 2000   | San Marcello⁠(d)        | M. Tombelli⁠(d), L. Tesi⁠(d)    |
| 25602 Ucaronia       | 2000 AA3            | 2 ianuarie 2000   | Pian dei Termini⁠(d)    | A. Boattini⁠(d), A. Caronia⁠(d) |
| 25603 -              | 2000 AR4            | 2 ianuarie 2000   | Višnjan Observatory⁠(d) | K. Korlević                   |
| 25604 Karlin         | 2000 AM6            | 4 ianuarie 2000   | Prescott⁠(d)            | P. G. Comba⁠(d)                |
| 25605 -              | 2000 AP7            | 2 ianuarie 2000   | Socorro                | LINEAR                        |
| 25606 Chiangshenghao | 2000 AT7            | 2 ianuarie 2000   | Socorro                | LINEAR                        |
| 25607 Tsengiching    | 2000 AN10           | 3 ianuarie 2000   | Socorro                | LINEAR                        |
| 25608 Hincapie       | 2000 AY10           | 3 ianuarie 2000   | Socorro                | LINEAR                        |
| 25609 Bogantes       | 2000 AA12           | 3 ianuarie 2000   | Socorro                | LINEAR                        |
| 25610 -              | 2000 AC20           | 3 ianuarie 2000   | Socorro                | LINEAR                        |
| 25611 Mabellin       | 2000 AY20           | 3 ianuarie 2000   | Socorro                | LINEAR                        |
| 25612 Yaoskalucia    | 2000 AZ22           | 3 ianuarie 2000   | Socorro                | LINEAR                        |
| 25613 Bubenicek      | 2000 AL24           | 3 ianuarie 2000   | Socorro                | LINEAR                        |
| 25614 Jankral        | 2000 AE28           | 3 ianuarie 2000   | Socorro                | LINEAR                        |
| 25615 Votroubek      | 2000 AR31           | 3 ianuarie 2000   | Socorro                | LINEAR                        |
| 25616 Riinuots       | 2000 AJ32           | 3 ianuarie 2000   | Socorro                | LINEAR                        |
| 25617 Thomasnesch    | 2000 AN32           | 3 ianuarie 2000   | Socorro                | LINEAR                        |
| 25618 -              | 2000 AJ34           | 3 ianuarie 2000   | Socorro                | LINEAR                        |
| 25619 Martonspohn    | 2000 AQ34           | 3 ianuarie 2000   | Socorro                | LINEAR                        |
| 25620 Jayaprakash    | 2000 AL40           | 3 ianuarie 2000   | Socorro                | LINEAR                        |
| 25621 -              | 2000 AF41           | 3 ianuarie 2000   | Socorro                | LINEAR                        |
| 25622 -              | 2000 AN46           | 3 ianuarie 2000   | Socorro                | LINEAR                        |
| 25623 -              | 2000 AY47           | 4 ianuarie 2000   | Socorro                | LINEAR                        |
| 25624 Kronecker      | 2000 AK48           | 6 ianuarie 2000   | Prescott⁠(d)            | P. G. Comba⁠(d)                |
| 25625 Verdenet       | 2000 AN48           | 5 ianuarie 2000   | Le Creusot             | J.-C. Merlin⁠(d)               |
| 25626 -              | 2000 AD50           | 5 ianuarie 2000   | Višnjan Observatory⁠(d) | K. Korlević                   |
| 25627 -              | 2000 AU50           | 5 ianuarie 2000   | Fountain Hills⁠(d)      | C. W. Juels⁠(d)                |
| 25628 Kummer         | 2000 AZ50           | 7 ianuarie 2000   | Prescott⁠(d)            | P. G. Comba⁠(d)                |
| 25629 Mukherjee      | 2000 AH52           | 4 ianuarie 2000   | Socorro                | LINEAR                        |
| 25630 Sarkar         | 2000 AT53           | 4 ianuarie 2000   | Socorro                | LINEAR                        |
| 25631 -              | 2000 AJ55           | 4 ianuarie 2000   | Socorro                | LINEAR                        |
| 25632 -              | 2000 AO55           | 4 ianuarie 2000   | Socorro                | LINEAR                        |
| 25633 -              | 2000 AB56           | 4 ianuarie 2000   | Socorro                | LINEAR                        |
| 25634 -              | 2000 AZ59           | 4 ianuarie 2000   | Socorro                | LINEAR                        |
| 25635 -              | 2000 AW61           | 4 ianuarie 2000   | Socorro                | LINEAR                        |
| 25636 Vaishnav       | 2000 AS62           | 4 ianuarie 2000   | Socorro                | LINEAR                        |
| 25637 -              | 2000 AL63           | 4 ianuarie 2000   | Socorro                | LINEAR                        |
| 25638 Ahissar        | 2000 AB64           | 4 ianuarie 2000   | Socorro                | LINEAR                        |
| 25639 Fedina         | 2000 AV64           | 4 ianuarie 2000   | Socorro                | LINEAR                        |
| 25640 Klintefelt     | 2000 AA65           | 4 ianuarie 2000   | Socorro                | LINEAR                        |
| 25641 -              | 2000 AT65           | 4 ianuarie 2000   | Socorro                | LINEAR                        |
| 25642 Adiseshan      | 2000 AW65           | 4 ianuarie 2000   | Socorro                | LINEAR                        |
| 25643 -              | 2000 AK68           | 5 ianuarie 2000   | Socorro                | LINEAR                        |
| 25644 -              | 2000 AP70           | 5 ianuarie 2000   | Socorro                | LINEAR                        |
| 25645 Alexanderyan   | 2000 AZ73           | 5 ianuarie 2000   | Socorro                | LINEAR                        |
| 25646 Noniearora     | 2000 AL74           | 5 ianuarie 2000   | Socorro                | LINEAR                        |
| 25647 -              | 2000 AQ75           | 5 ianuarie 2000   | Socorro                | LINEAR                        |
| 25648 Baghel         | 2000 AJ77           | 5 ianuarie 2000   | Socorro                | LINEAR                        |
| 25649 -              | 2000 AC78           | 5 ianuarie 2000   | Socorro                | LINEAR                        |
| 25650 Shaubakshi     | 2000 AX79           | 5 ianuarie 2000   | Socorro                | LINEAR                        |
| 25651 -              | 2000 AG81           | 5 ianuarie 2000   | Socorro                | LINEAR                        |
| 25652 Maddieball     | 2000 AQ83           | 5 ianuarie 2000   | Socorro                | LINEAR                        |
| 25653 Baskaran       | 2000 AV84           | 5 ianuarie 2000   | Socorro                | LINEAR                        |
| 25654 -              | 2000 AX85           | 5 ianuarie 2000   | Socorro                | LINEAR                        |
| 25655 Baupeter       | 2000 AU86           | 5 ianuarie 2000   | Socorro                | LINEAR                        |
| 25656 Bejnood        | 2000 AF87           | 5 ianuarie 2000   | Socorro                | LINEAR                        |
| 25657 Berkowitz      | 2000 AM87           | 5 ianuarie 2000   | Socorro                | LINEAR                        |
| 25658 Bokor          | 2000 AE88           | 5 ianuarie 2000   | Socorro                | LINEAR                        |
| 25659 Liboynton      | 2000 AG88           | 5 ianuarie 2000   | Socorro                | LINEAR                        |
| 25660 -              | 2000 AO88           | 5 ianuarie 2000   | Socorro                | LINEAR                        |
| 25661 -              | 2000 AZ88           | 5 ianuarie 2000   | Socorro                | LINEAR                        |
| 25662 Chonofsky      | 2000 AA89           | 5 ianuarie 2000   | Socorro                | LINEAR                        |
| 25663 Nickmycroft    | 2000 AD89           | 5 ianuarie 2000   | Socorro                | LINEAR                        |
| 25664 -              | 2000 AM89           | 5 ianuarie 2000   | Socorro                | LINEAR                        |
| 25665 -              | 2000 AO89           | 5 ianuarie 2000   | Socorro                | LINEAR                        |
| 25666 -              | 2000 AR89           | 5 ianuarie 2000   | Socorro                | LINEAR                        |
| 25667 -              | 2000 AK91           | 5 ianuarie 2000   | Socorro                | LINEAR                        |
| 25668 -              | 2000 AY94           | 4 ianuarie 2000   | Socorro                | LINEAR                        |
| 25669 Kristinrose    | 2000 AJ95           | 4 ianuarie 2000   | Socorro                | LINEAR                        |
| 25670 Densley        | 2000 AT95           | 4 ianuarie 2000   | Socorro                | LINEAR                        |
| 25671 -              | 2000 AW95           | 4 ianuarie 2000   | Socorro                | LINEAR                        |
| 25672 -              | 2000 AX95           | 4 ianuarie 2000   | Socorro                | LINEAR                        |
| 25673 Di Mascio      | 2000 AJ99           | 5 ianuarie 2000   | Socorro                | LINEAR                        |
| 25674 Kevinellis     | 2000 AT99           | 5 ianuarie 2000   | Socorro                | LINEAR                        |
| 25675 -              | 2000 AX101          | 5 ianuarie 2000   | Socorro                | LINEAR                        |
| 25676 Jesseellison   | 2000 AG102          | 5 ianuarie 2000   | Socorro                | LINEAR                        |
| 25677 Aaronenten     | 2000 AK102          | 5 ianuarie 2000   | Socorro                | LINEAR                        |
| 25678 Ericfoss       | 2000 AU105          | 5 ianuarie 2000   | Socorro                | LINEAR                        |
| 25679 Andrewguo      | 2000 AX105          | 5 ianuarie 2000   | Socorro                | LINEAR                        |
| 25680 Walterhansen   | 2000 AP106          | 5 ianuarie 2000   | Socorro                | LINEAR                        |
| 25681 -              | 2000 AC107          | 5 ianuarie 2000   | Socorro                | LINEAR                        |
| 25682 -              | 2000 AF110          | 5 ianuarie 2000   | Socorro                | LINEAR                        |
| 25683 Haochenhong    | 2000 AA114          | 5 ianuarie 2000   | Socorro                | LINEAR                        |
| 25684 -              | 2000 AB114          | 5 ianuarie 2000   | Socorro                | LINEAR                        |
| 25685 Katlinhornig   | 2000 AK116          | 5 ianuarie 2000   | Socorro                | LINEAR                        |
| 25686 Stephoskins    | 2000 AF117          | 5 ianuarie 2000   | Socorro                | LINEAR                        |
| 25687 -              | 2000 AY117          | 5 ianuarie 2000   | Socorro                | LINEAR                        |
| 25688 Hritzo         | 2000 AV120          | 5 ianuarie 2000   | Socorro                | LINEAR                        |
| 25689 Duannihuang    | 2000 AL121          | 5 ianuarie 2000   | Socorro                | LINEAR                        |
| 25690 Iredale        | 2000 AP123          | 5 ianuarie 2000   | Socorro                | LINEAR                        |
| 25691 -              | 2000 AQ123          | 5 ianuarie 2000   | Socorro                | LINEAR                        |
| 25692 -              | 2000 AJ124          | 5 ianuarie 2000   | Socorro                | LINEAR                        |
| 25693 Ishitani       | 2000 AQ124          | 5 ianuarie 2000   | Socorro                | LINEAR                        |
| 25694 -              | 2000 AX124          | 5 ianuarie 2000   | Socorro                | LINEAR                        |
| 25695 Eileenjang     | 2000 AD125          | 5 ianuarie 2000   | Socorro                | LINEAR                        |
| 25696 Kylejones      | 2000 AE125          | 5 ianuarie 2000   | Socorro                | LINEAR                        |
| 25697 Kadiyala       | 2000 AA126          | 5 ianuarie 2000   | Socorro                | LINEAR                        |
| 25698 Snehakannan    | 2000 AQ126          | 5 ianuarie 2000   | Socorro                | LINEAR                        |
| 25699 -              | 2000 AD127          | 5 ianuarie 2000   | Socorro                | LINEAR                        |
| 25700 -              | 2000 AA128          | 5 ianuarie 2000   | Socorro                | LINEAR                        |